# جون جيمس وايلد
جون جيمس وايلد هو رسام سويسري، ولد في 1824، وتوفي في 3 يونيو 1900.